# Віоланте Сеу
Віола́нте Се́у (порт. Violante do Ceo, ісп. Violante del Cielo; 30 травня 1601, Лісабон — 28 березня 1693, там же) — португальська поетеса, драматургиня, прозвана «десятою музою Португалії».

## З життєпису
Від 1630 року і до смерті у 1693 року була послушницею монастиря домініканського ордена.

## Творчість
Від дитинства мала природний дар писати вірші. У 12-річному віці створила свою першу відому роботу La Transformación por Dios. Поступивши до монастиря, продовжувала писати своєрідну барочну ліричну поезію, старанно займалася поезією і музикою (сестра Віоланте була знаменитою арфісткою).

Перша сторінка книги Віоланте Сео «Parnaso lusitano de divinos, e humanos versos…» 1733

Поетесі не було ще вісімнадцяти років, коли до неї прийшов перший літературний успіх; її комедія про святу Євгенію була зіграна перед королем. Її чествували багато академій, її підтримував королівський двір.
Творчий доробок склали вірші, в яких місцями відчувається оригінальний поетичний талант, та декілька трагедій.
Писала поетеса португальською таіспанською мовами. Окрім згаданої, вона залишила ще дві комедії: «Син, Жених і Брат» та «Перемога Хрестом». 
За життя поетеси вийшло декілька її віршованих збірників — «Різні ритми…» (1646), «Романс до Христа Розіп'ятого», «Солоквії до причастя та після причастя» (1668), «Роздуми про месу та сердечні приготування благочестивої душі» (1693) та інші. 
Посмертно, у 1773 році було видано зібрання її поезій (містить твори іспанською): «Лузітанський Парнас божественних і людських віршів».

## Вибрані твори
- Rimas varias de la Madre Soror Violante del Cielo, religiosa en el monasterio de la Rosa de Lisboa (published in Rouen France, 1646)
- Romance a Christo Crucificado (1659)
- Soliloquio ao SS. Sacramento (1662)
- Soliloquios para antes, e depois da Comunhao (1668)
- Meditacoens da Missa, e preparacoens affectuosas de huma alma devote e agradecida a vistas das finezas do Amor Divino contempladas no Acro-santo sacrificio da Missa, e memoria da sagrada Paiza de Christo Senhor nosso, com estimulos para o Amor Divino (1689)
- Parnaso Lusitano (collection of poems published posthumously in French, Spanish, Portuguese, and Latin; 1733)